# Maszona Wschodnia
Maszona Wschodnia – prowincja położona w północno-wschodniej części Zimbabwe. Ma powierzchnię 32 230 km², populacja oscyluje w granicach 1,1 mln osób. Stolicą prowincji jest Marondera.

## Podział administracyjny
Maszona Wschodnia podzielona jest na 8 dystryktów:

### Dystrykty
- Chikomba
- Goromonzi
- Marondera
- Mudzi
- Murehwa
- Mutoko
- Seke
- Wedza